# Radioisòtop sintètic
Els radioisòtops sintètics són isòtops radioactius que no es troben de manera natural a la Terra, però que es poden crear per mitjà de reaccions nuclears.
Un exemple és l'isòtop tecneci 99 metaestable, 99mTc, que s'obté per desintegració beta de 99Mo. S'empra en medicina nuclear.